# Sugarloaf Hill (Antigua)
Sugarloaf Hill oder Falmouth Peak ist ein vulkanischer Gipfel in den Shekerley Mountains im karibischen Inselstaat Antigua und Barbuda.

## Geographie
Der Hügel liegt im Süden der Insel Antigua in der Kette der Shekerley Mountains, nördlich der Rendezvous Bay und westlich des Falmouth Harbour. Er erreicht eine Höhe von 291 m. Im Westen schließt sich Signal Hill an.